# Schloss Nymphenburg

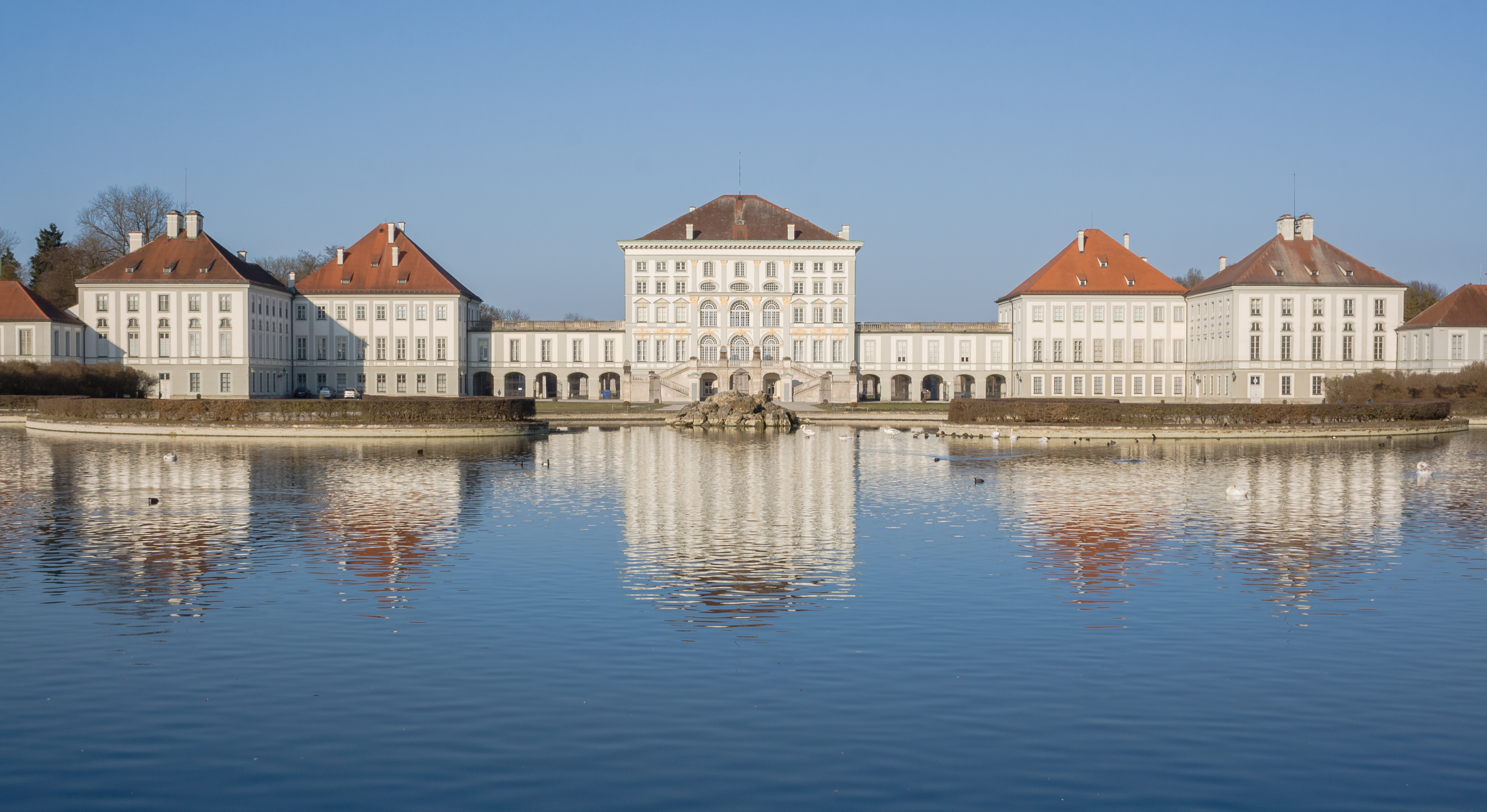
Schloss Nymphenburg von der Stadtseite

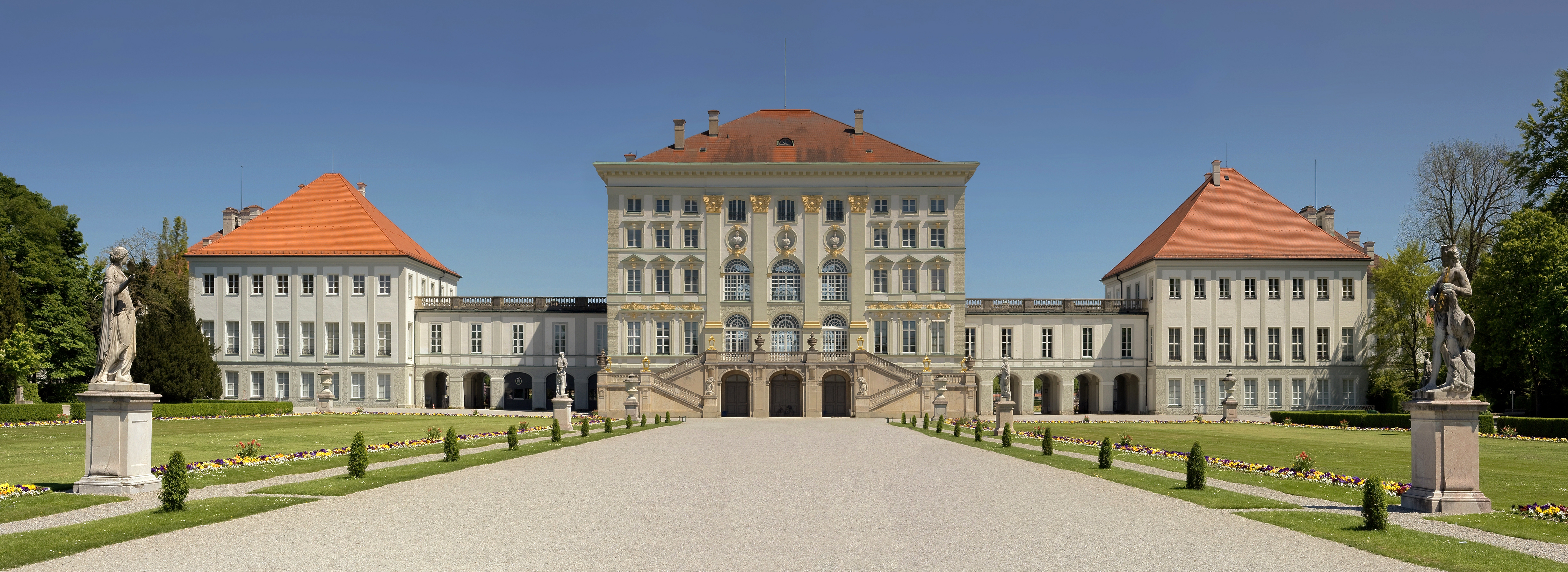
Schloss Nymphenburg von der Parkseite

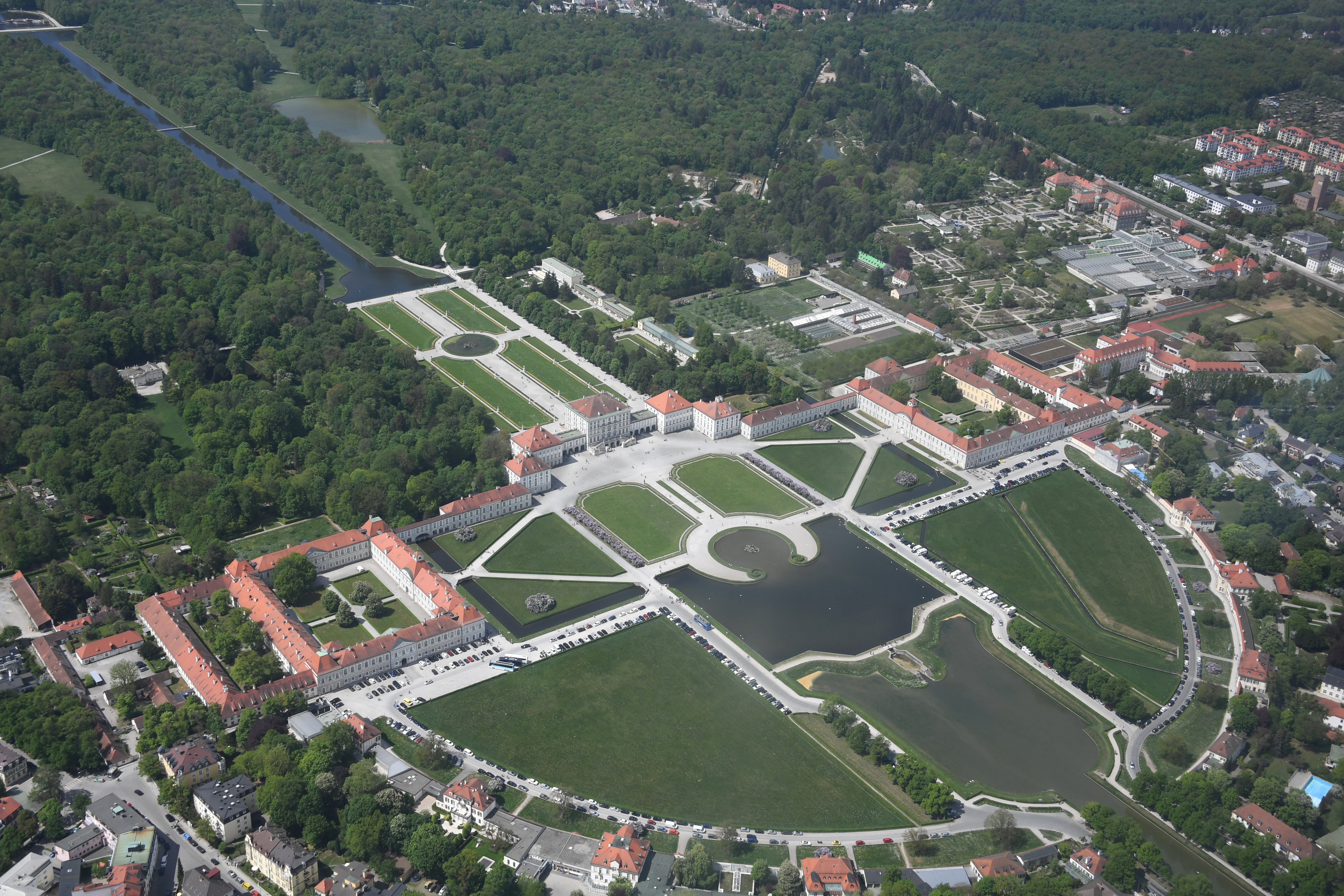
Luftbild der Gesamtanlage

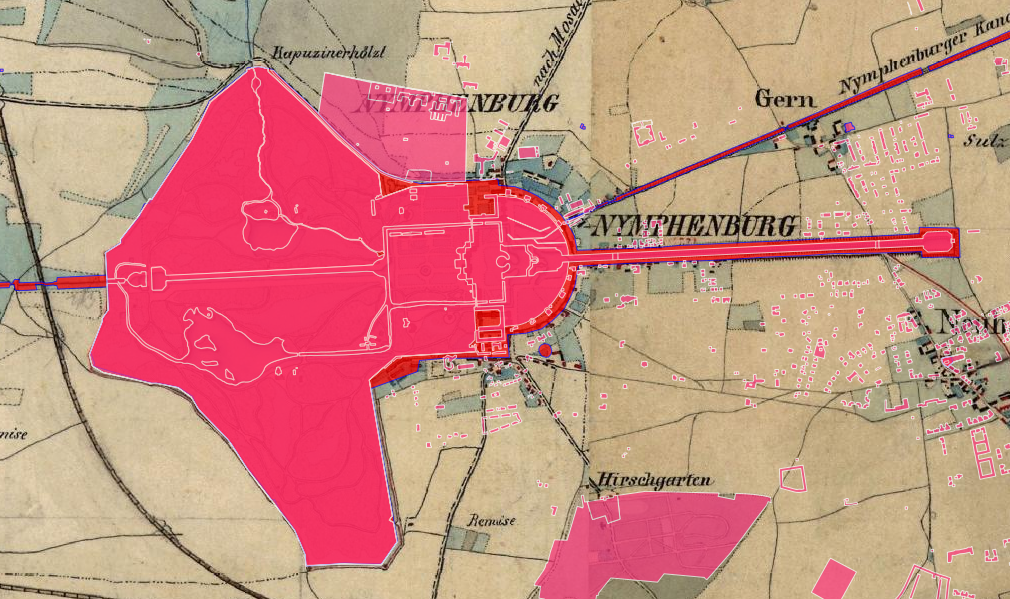
Lageplan von Schloss Nymphenburg auf dem Urkataster von Bayern

Schloss Nymphenburg ist ein Baudenkmal im Bezirk Neuhausen-Nymphenburg der bayerischen Landeshauptstadt München. Es war von 1715 bis 1918 Sommersitz der Kurfürsten und Könige von Bayern aus dem Haus Wittelsbach. In zwei Jahrhunderten wurde es von den Architekten Enrico Zuccalli und Joseph Effner in den Stilen Barock und Rokoko vom kleinen Landhaus zur monumentalen Dreiflügelanlage ausgebaut. Das Schloss bildet zusammen mit dem ostseitigen Rondell, dem westseitigen Park, vier Burgen und zahlreichen Kanälen ein einzigartiges Bauensemble. Nymphenburg gehört zu den größten Schlössern Deutschlands und zu den bedeutendsten Europas.
Wegen umstrittener Pläne, den Schlosstrakt an der Maria-Ward-Straße 1a für das Museum Biotopia abzureißen, wurde Schloss Nymphenburg Anfang 2021 auf die Rote Liste des Verbandes Deutscher Kunsthistoriker gesetzt. Als Reaktion darauf gründeten Bürger, Experten und Vereine im April 2021 den „Aktionskreis für Schloss Nymphenburg“. Außerdem starteten sie eine Online-Petition für die Verlegung von Biotopia und für die Erhaltung des Schlosstraktes.

## Geschichte

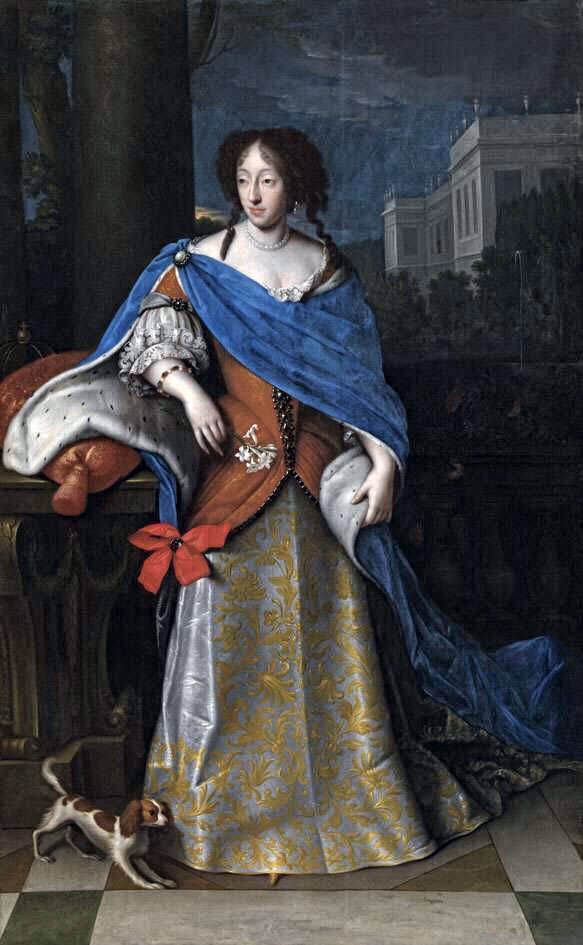
Henriette Adelheid von Savoyen, Paul Mignard, nach 1650.

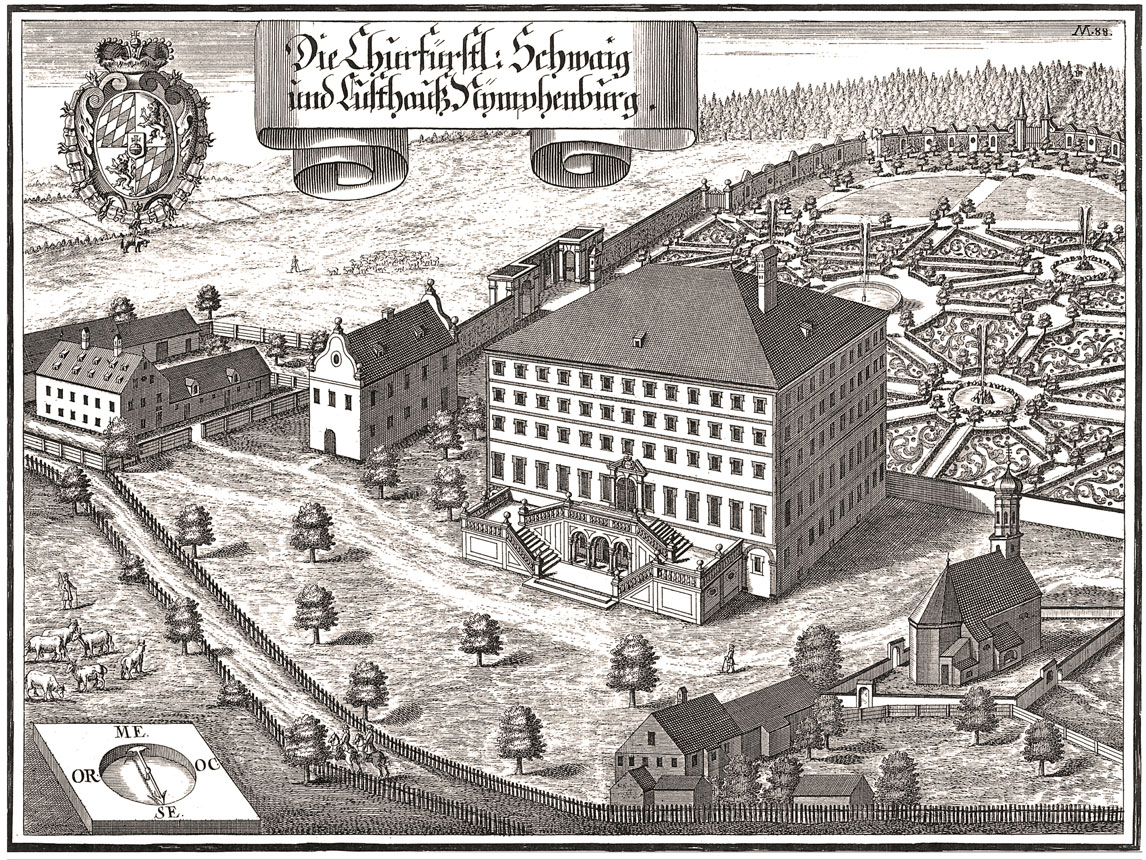
Die Churfürstl. Schwaig und Lusthauß Nymphenburg, Michael Wening, 1701.

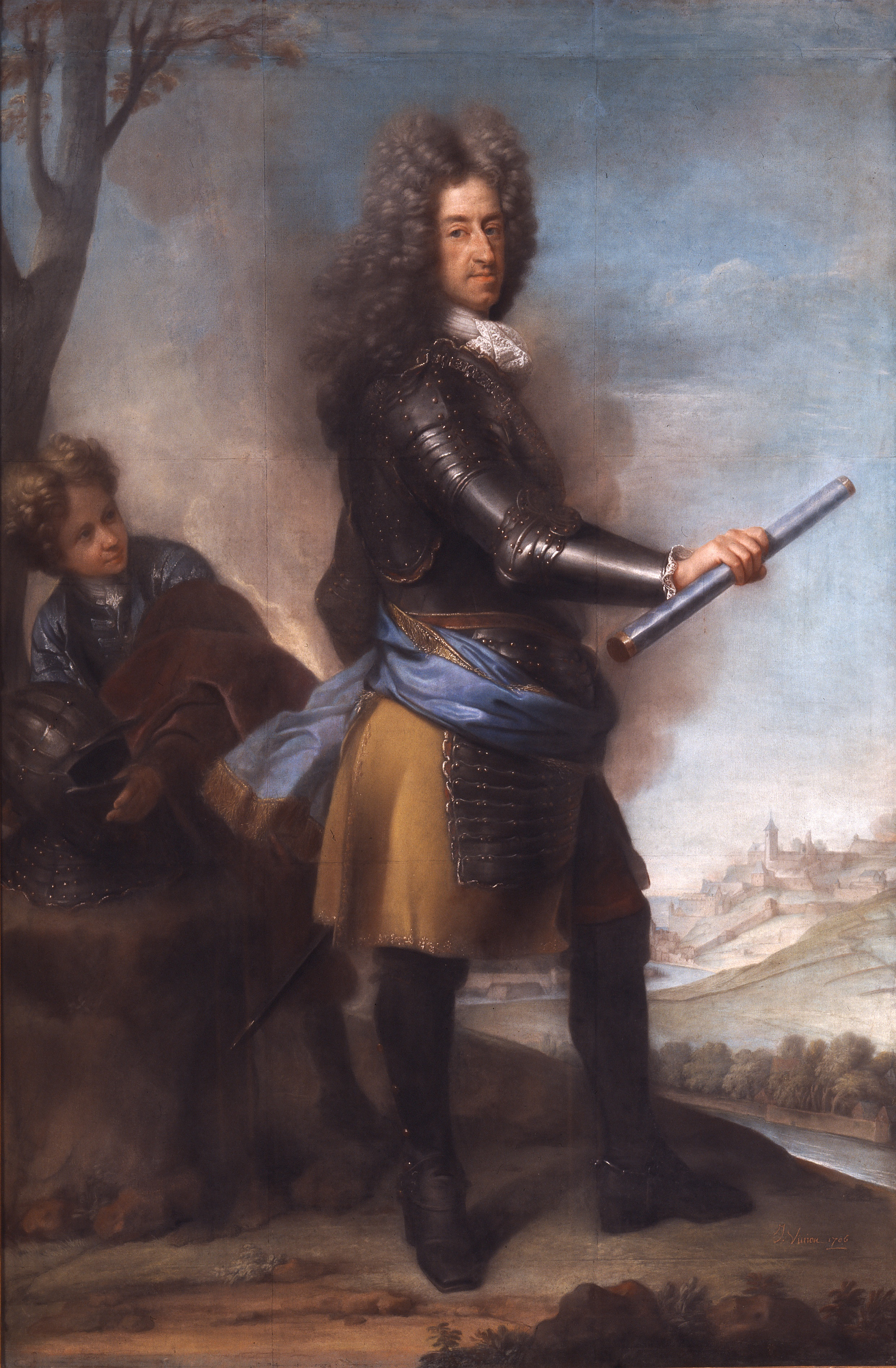
Max Emanuel von Bayern, Joseph Vivien, 1706.

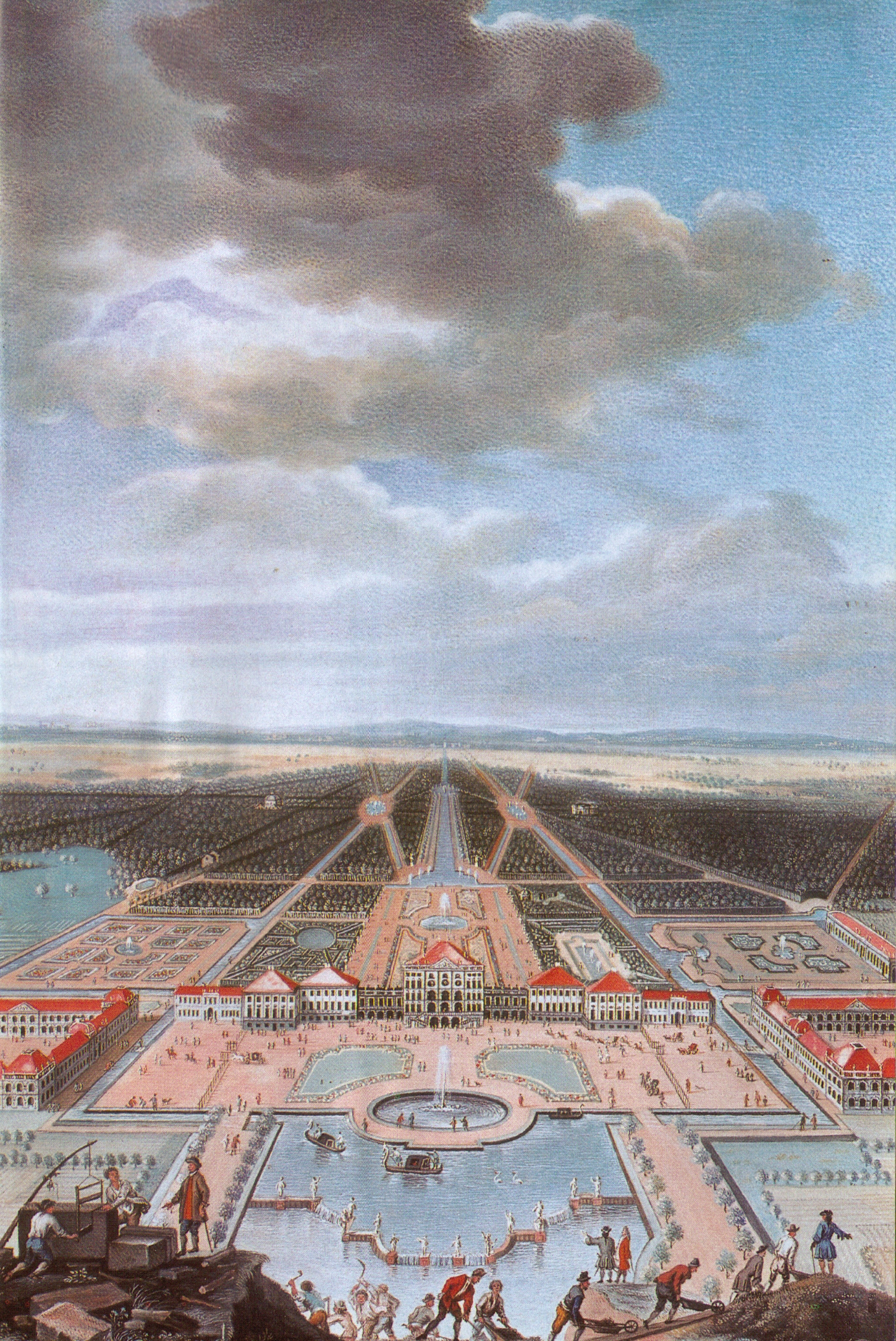
Schloss Nymphenburg, Franz Joachim Beich, 1718.

### Gründung als Landhaus
Im Jahr 1663 schenkte der bayerische Kurfürst Ferdinand Maria (reg. 1651–1679) anlässlich der Geburt seines lange ersehnten Thronerben, Kurprinz Max Emanuel, seiner Gemahlin Henriette Adelheid von Savoyen die Hofmark Menzing. Dort lag bereits Schloss Blutenburg. Im selben Jahr kaufte der Kurfürst für 10.000 fl. die östlich davon und näher an München gelegene Schwaige Kemnat. 1664 gab er den Bau eines Landschlosses in Auftrag, als weiteres Geschenk für seine Frau. Sie gab dem Schloss, zu dem sich in der Folge die Aktivitäten des Hofes verlagerten, den Namen „Nymphenburg“. Die italienisierende Bezeichnung „Borgo delle Ninfe“ ist, entgegen einem weit verbreiteten Irrtum, erst eine Schöpfung des 19. Jahrhunderts. Zunächst als Lustschloss nach Art italienischer Landvillen konzipiert, wurde die Anlage eine Generation später unter Max Emanuel zur barocken Schlossanlage ausgebaut, die als Sommerpalast und Alternative zur Münchner Residenz dienen konnte. Dennoch verlagerten sich damals die Lustbarkeiten des Hofes zeitweise nach Schloss Schleißheim, in dessen Park mittlerweile auch Schloss Lustheim erbaut worden war.

### Ausbau zum Sommerschloss
Erst 1701 wurde auf Wunsch Max II. Emanuels (reg. 1679–1726) der Grundstein der Erweiterung gelegt und schon 1704 blieb das Vorhaben im Rohbau liegen, nachdem der Spanische Erbfolgekrieg bis 1714 zum Exil des Kurfürsten und zur Besetzung Bayerns durch die Österreicher geführt hatte. Nach der Rückkehr des Kurfürsten wurden die Arbeiten in größerem Umfang ab 1716 wiederaufgenommen, nun entstanden auch die ersten Parkburgen.
Der der Heiligen Dreifaltigkeit und St. Klemens geweihte Konvent im Nordtrakt wurde 1730 gegründet. Das Kloster diente als Augustinerchorfrauenstift.
Im Nymphenburger Vertrag von 1741 verbündeten sich Frankreich, Spanien, Bayern und Sachsen mit Preußen gegen Österreich. Kurfürst Karl Albrecht (reg. 1726–1745) bevorzugte gegenüber den anderen Lustschlössern Nymphenburg und lebte auch nach seiner Rückkehr nach München in seiner Zeit als Kaiser ab Oktober 1744 meist in Nymphenburg. Bis 1745 schloss sich an das Schloss der Hirschjagdpark an.
Im Jahre 1747 gründete Karl Albrechts Sohn Kurfürst Max III. Joseph (reg. 1745–1777) die Nymphenburger Porzellanmanufaktur. Als wichtigste Sommerresidenz war Nymphenburg Schauplatz zahlreicher Festlichkeiten des Hofes, 1763 nahmen die Mozarts an einer großen Gala auf Schloss Nymphenburg teil und Wolfgang Amadeus Mozart spielte vor dem Kurfürsten. 1792 ließ Kurfürst Karl Theodor (reg. 1777–1799) den Nymphenburger Park auch für das Volk öffnen.
1805 fiel der österreichische Feldmarschallleutnant Karl Philipp zu Schwarzenberg mit 200 Husaren in Schloss Nymphenburg ein und forderte mit ultimativen Drohungen den Anschluss der bayerischen an die österreichischen Truppen, bewirkte aber dadurch eine bayerische Allianz mit Frankreich, in der Folge wurde Bayern zum Königreich. 
Im Zuge der Säkularisation in Bayern wurden Anfang 1817 die letzten Augustiner-Chorfrauen zu den Servitinnen versetzt. 1835 erhielten dann jedoch die Englischen Fräulein die Gebäude durch König Ludwig I. mit dem Auftrag der Mädchenerziehung übergeben.
König Maximilian I. (reg. 1799–1825) starb 1825 im Schloss, sein Urenkel König Ludwig II. (reg. 1864–1886) wurde 1845 hier geboren. 1863 fand in Nymphenburg das einzige Treffen zwischen Ludwig und Otto von Bismarck statt, der ihm in lebenslanger Brieffreundschaft verbunden blieb. 1866 war das Schloss kurze Zeit Aufenthaltsort des hessischen Großherzogs, der mit Bayern im Deutschen Krieg gegen Preußen kämpfte und vor den Preußen nach München geflohen war. 1873–1875 wurde König Ludwigs Bruder Prinz Otto im südlichen Pavillon unter Isolation gehalten.
Von 1890 bis 1916 befand sich 200 Meter östlich des Schlosses am Romanplatz der Volksgarten Nymphenburg, der zur damaligen Zeit größte Freizeitpark Deutschlands.
Durch die Revolution 1918 kam Nymphenburg unter Krongutverwaltung, dann in Staatseigentum (Bayerische Verwaltung der staatlichen Schlösser, Gärten und Seen). Die Wittelsbacher behielten in einem kleinen Teil des Schlosses Wohnrecht, das vom jeweiligen Oberhaupt des Hauses Wittelsbach genutzt wird (derzeit Herzog Franz von Bayern). Prinz Ludwig Ferdinand wohnte mit seiner Familie bis zu seinem Tod im Jahr 1949 kontinuierlich im Schloss.

### NS-Zeit und Jagdmuseum

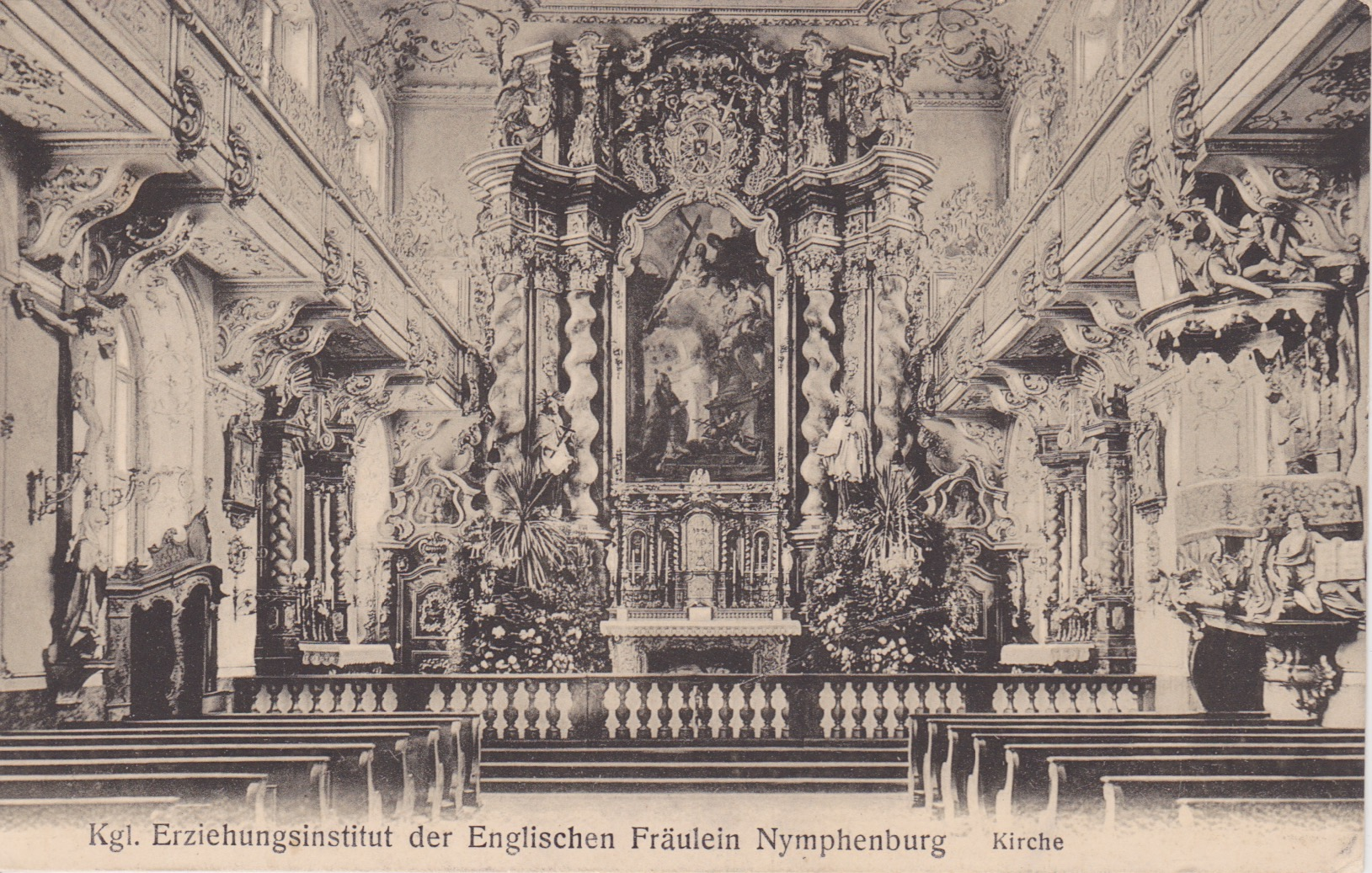
Klosterkirche Schloss Nymphenburg, 1910

Mit dem Ende der Weimarer Republik bemächtigten sich die Nationalsozialisten der Schlossanlage. Die Ortsgruppenleitung der NSDAP erhielt 1933 den ehemaligen „Küchenbau“ des dritten südlichen Pavillons mit 550 m² Grundfläche als Niederlassung. Direkt darüber wohnte unerkannt im ersten Stock der Widerstandskämpfer Heinrich Weiß. Der ehemalige Marstall wurde als Exerzierhalle für SA, Jungvolk und Hitlerjugend benutzt. Schloss und Park dienten als Kulisse für Feste nationalsozialistischer Machthaber, wie z. B. für Presseempfänge und Sommerfeste, die Rudolf Heß seinen 800 Mitarbeitern gab. Von 1936 bis 1939 wurde im Park die Nacht der Amazonen als abendlicher Höhepunkt der Internationalen Rennwoche Riem um das Braune Band von Deutschland vor bis zu 20 000 Zuschauern inszeniert. Die bizarre Freiluftrevue mit ihren barbusigen Darstellerinnen nimmt unter den Großveranstaltungen des „Dritten Reichs“ eine Sonderstellung ein.
Am 22. Oktober 1934 gründete Christian Weber den Verein „Deutsches Jagdmuseum e. V. – Forschungs- und Lehrstätte für Jagdkunde“, um sein Vorhaben zur Gründung eines Deutschen Jagdmuseums zu realisieren. Mit Hitlers Rückendeckung fiel 1935 die Wahl des Standorts schließlich auf weite Teile des Nymphenburger Nordflügels. Zur Umsetzung wurden die Englischen Fräulein ihrer Schul- und Internatsräume beraubt. Ein Kleinod barocker Ausstattungskunst, die zwischen 1734 und 1739 erbaute zweigeschössige Klosterkirche mit Stuckaturen von Johann Baptist Zimmermann, Fresken von Joseph Adam Mölck, Skulpturen von Johann Baptist Straub und einem Altarbild von Giovanni Battista Tiepolo wurde Ende 1937 profaniert, um einem Lesesaal zu weichen. Die darunterliegenden Grüfte wurden zum Bierkeller umfunktioniert. Neben umfangreichen Umbauten im Inneren der historischen Gebäude entstanden unter der Leitung des Architekten Oswald Bieber auch Neubauten für das Deutsche Jagdmuseum. Sie lehnten sich in Übereinstimmung mit der Bayerischen Schlösserverwaltung jedoch an die Dach- und Fensterformen, Achsen- und Geschossgliederungen des historischen Vorbilds an. Am 16. Oktober 1938 fand die Eröffnung des Deutschen Jagdmuseums mit einem von dort ausgehenden Festzug unter dem Motto „1000 Jahre Jagd und 1000 Jahre Tracht“ statt. Für einen zweiten Bauabschnitt des Deutschen Jagdmuseums begann ein weiterer brutaler Eingriff in das Schlossensemble. Im Sommer 1939 wurde der 1718 errichtete Kapuzinerbau im äußersten Nordflügel ohne formelle Genehmigung abgerissen.

### Kriegsschäden und Wiederaufbau
Während des Zweiten Weltkriegs wurden das Hauptschloss und die Amalienburg zum Schutz vor Luftangriffen mit einem Tarnanstrich versehen, die großen Wegeflächen dunkel belegt und Teile des Mittelkanals abgedeckt. Später wurden auch die Wasserbassins auf der Stadtseite des Schlosses aufgefüllt. In den Rasenflächen des Inneren Parterres entstanden zwei unterirdische Bunker, ein weiterer wurde östlich des Eisernen Hauses erstellt und hat sich bis heute erhalten.
Der Schlosskomplex blieb im Zweiten Weltkrieg weitgehend verschont. Durch Bombentreffer wurde 1944 die 1937 profanierte und zum Lesesaal des Deutschen Jagdmuseums umfunktionierte Klosterkirche zerstört. Weitere Schäden entstanden am Vorplatz des Schlosses. Im Park wurden die Badenburg und die Große Kaskade zerstört bzw. schwer beschädigt, Schäden entstanden auch an der Figurengruppe des Pan und am Baumbestand des Parks. Mitglieder der US-Armee sprengten ein altes Gebäude, das sogenannte Zuchthaus südlich der Großen Kaskade, das als Waffenlager zweckentfremdet worden war.
Nach dem Zweiten Weltkrieg wurden die Schäden sukzessive beseitigt. Nach Kriegsende befand sich zwischen im Mai und Juli 1945 in den Grünanlagen vor der Stadtseite des Schlosses ein großes Zeltlazarett. 1952 erfolgte die Eröffnung des heutigen Marstallmuseums.
Häufig diente das Schloss als Filmkulisse, darunter für die internationalen Produktionen Letztes Jahr in Marienbad (1961) und Ludwig II. (1973). 1972 wurden vor der Kulisse des Nymphenburger Schlosses die olympischen Wettbewerbe im Dressurreiten abgehalten. Das Museum Mensch und Natur im Nordflügel wurde 1990 eingeweiht, für das der Freistaat Bayern 2014 eine Erweiterung durch einen umstrittenen Neubau beschloss. 200 Millionen Euro sind für den Bau des „Biotopia“-Museums kalkuliert.

## Äußeres

### Mittelpavillon

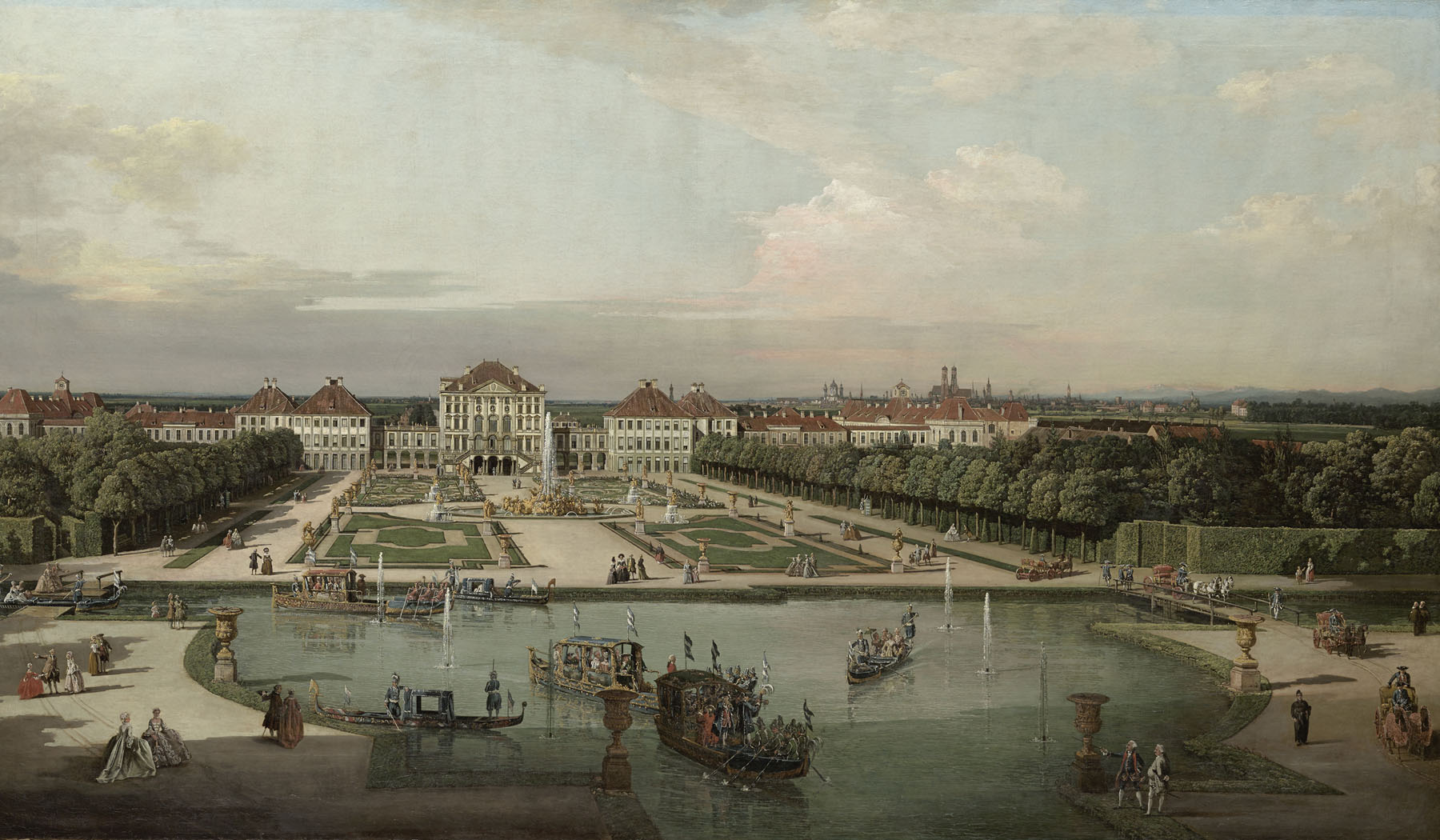
Schloss Nymphenburg von der Parkseite, Canaletto, 1761.

Ursprünglich wurde der Mitteltrakt im Stil eines italienischen Landhauses als fünfgeschossiger kubischer Block mit später doppelläufigen Freitreppen zu beiden Seiten ab 1664 erbaut und war 1675 im Wesentlichen fertiggestellt. Als Baumaterial diente Kelheimer Kalkstein. Vorbild war das piemontesische Jagdschloss Venaria Reale, dessen Architekt Amedeo Castellamonte (1613–1683) auch die ersten Entwürfe für Nymphenburg lieferte.
Als erster Architekt von Nymphenburg wurde dann aber Agostino Barelli, der Architekt der Münchner Theatinerkirche, und als Bauleiter der Hofbaumeister Marx (Markus) Schinnagl beschäftigt. Schinnagl, als der amtierende Hofbaumeister, wird ansonsten für die Neubauten der Kurfürstin völlig ausgeschaltet, sie findet einheimische Fachkräfte für ihre Bauvorhaben ungenügend ausgebildet. Am bayerischen Hof hatte sich bereits der italienische Barock durchgesetzt.
Die Arbeiten begannen mit dem Bau eines würfelförmigen Schlossgebäudes und der Anlage eines Gartens westlich des Schlosses. Es handelte sich dabei um ein kleines, italienisch gestaltetes Gartenparterre. Zwischen 1668, dem Wegzug Barellis aus München und 1673, als Hofbaumeister Enrico Zuccalli alle Baustellen übernahm, war Lorenzo Perti Leiter der Arbeiten in Nymphenburg. 1672 erfolgte dann das Richtfest des fünfgeschossigen Mittelbaus der Anlage. Es ist der noch heute bestehende kubische Hauptbau, nur wurde damals jede Fassade durch ein dominantes Zwerchhaus betont. Nach dem Tode der Kurfürstin 1676 wurde unter der Leitung von Zuccalli 1678 noch der Mittelbau wesentlich verändert, seine Zwerchhäuser wurden nun wieder abtragen und die erste, stadtseitige Freitreppe entstand. Als auch Kurfürst Ferdinand Maria 1679 starb, ruhten die Bauarbeiten für mehr als zwanzig Jahre. Erst dann wurde das Schloss im Laufe der Zeit nach und nach erweitert und umgestaltet.

### Seitenpavillons

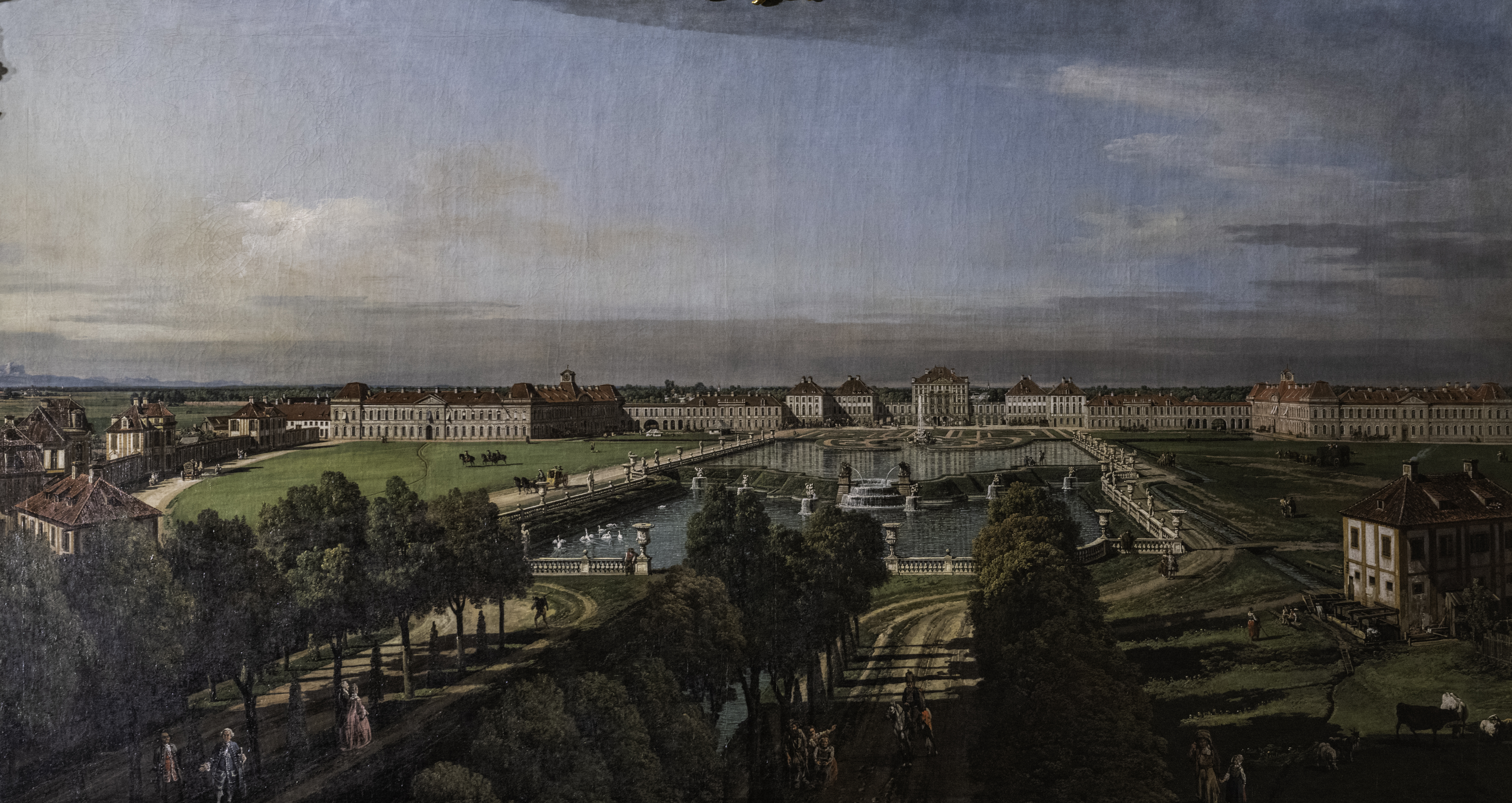
Schloss Nymphenburg von der Stadtseite, Canaletto, 1761.

Zunächst ließ Kurfürst Max II. Emanuel 1702 bis 1704 von Enrico Zuccalli und Giovanni Antonio Viscardi die beiden zweigeschossigen Arkaden-Galerien neben dem Hauptschloss und die daran sich anschließenden, annähernd quadratischen zwei nördlichen und zwei südlichen Pavillons mit jeweils drei Geschossen errichten. Dadurch entstand ein Ehrenhof, da die beiden äußeren Pavillons nach Osten versetzt wurden. Viscardi baute das bestehende Mittelgebäude nochmals um, beidseitig versah er den Mittelsaal mit großen Rundbogenfenstern in Dreiergruppen. Er baute auch die zweite große Freitreppe zum Garten als Pendant der schon vorhandenen Treppe Zuccallis auf der Ostseite und erstellte die Einfahrtshalle im Erdgeschoss. Nach nur drei Jahren Bauzeit ruhten die Bauarbeiten durch das Exil des Kurfürsten während des Spanischen Erbfolgekriegs ein weiteres Mal. Im zweiten nördlichen Pavillon erbaute Viscardi dann 1713 zur Zeit der kaiserlichen Administration in Bayern die Schlosskapelle.
1716 veränderte der neue Hofbaumeister Joseph Effner nach der Rückkehr des Kurfürsten im Vorjahr die Fassaden des Hauptbaues nach französischem Vorbild. In der Mitte der einzelnen Geschosse wurden die drei großen rundbogigen Fenster durch kannelierte Pilaster eingerahmt, die bis an das Dach reichen. Unter der Leitung von Effner bis 1719 entstanden in Nymphenburg nun Appartements im Stil des französischen Régence. Ab 1716 wurden die beiden sich an die nördlichen und südlichen Pavillons anschließenden, quaderförmigen Verbindungsflügel zu den beiden äußeren vierflügligen Bauten für die Orangerie im Norden und den Marstall im Süden errichtet. Diese Bauten wurden wiederum nach Osten vorgerückt und sind zweigeschossig. Der Marstall war bereits 1719 weitgehend fertiggestellt, während der Orangerietrakt erst 1755–58 durch Johann Baptist Gunetzrhainer vollendet wurde. Mit diesen beiden Blöcken verlängert sich die Ostfront von Nymphenburg auf 538 Meter. Nördlich und südlich der beiden Hofblöcke schließen sich jedoch noch zwei weitere umbaute Höfe an, die ihre Gestalt aber nicht mehr Effner verdanken und erst später entstanden.
Historisch war das Schloss Nymphenburg mit dem Schloss Fürstenried über die Fürstenrieder Straße als Allee verbunden. Über den Nymphenburg-Biedersteiner Kanal war eine Wasserverbindung zur Schlossanlage Schleißheim geplant. Noch heute existiert die Allee-Verbindung zur ursprünglich noch nicht zusammengewachsenen Residenzstadt München über die Nördliche- bzw. Südliche Auffahrtsallee. Ursprünglich bestand eine Sichtachse, der Durchblick, zu dem nordwestlich gelegenen Schloss Blutenburg.

### Schlossrondell

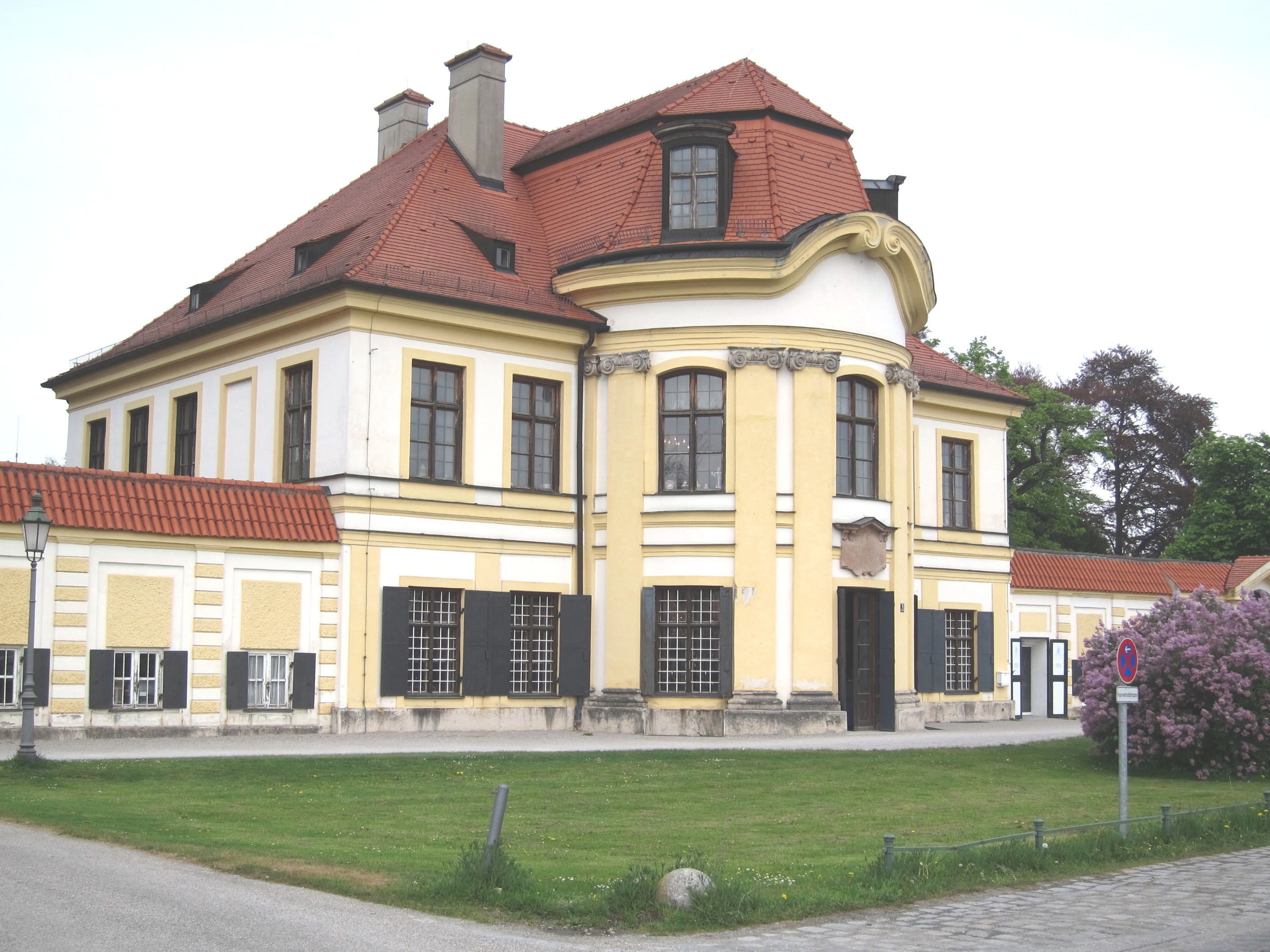
Die Porzellanmanufaktur Nymphenburg am Schlossrondell.

Die von den beiden äußeren Bauten ausgehende, unter Max Emanuels Sohn Kurfürst Karl Albrecht nach 1730 fertiggestellte Rondellbebauung vor dem Haupttrakt galt zu ihrer Zeit als architektonische Sensation. Sie sollte Ausgangspunkt einer nie verwirklichten „Carlstadt“ werden. Hier liegen am Schlossrondell zehn symmetrisch in zwei Fünfergruppen gegliederte Palais, die zwischen 1728 und 1758 für höhere Hofbedienstete errichtet wurden. Auch der Kanal östlich des Schlosses, der von den beiden Auffahrtsalleen begleitet wird und Teil des Projektes war, wurde in den Jahren 1728–30 erbaut. 1739 wurde die Klosterkirche zur Hl. Dreifaltigkeit am äußeren Nordflügel des Schlosses mit drei Altären fertiggestellt. Vom Rondell aus ist es dem sich annähernden Besucher möglich, das Schloss fast über die gesamte Breite zu betrachten.

### Weitere Veränderungen
Karl Albrechts Sohn Kurfürst Max III. Joseph beauftragte François de Cuvilliés mit dem „Steinernen Saal“ im Hauptbau, der 1756 fertiggestellt wurde. 1763 folgen vor Einsetzen des frühen Klassizismus letzte Änderungen im Rokokostil, Franz Xaver Feichtmayr und François de Cuvilliés erhalten den Auftrag die beiden Kabinette im Hauptgeschoss des Mittelbaus umzugestalten. Kurfürst Karl Theodor ließ schließlich 1795 die Galerien zur Parkseite hin verbreitern, wodurch weitere, nun klassizistisch dekorierte Räume beidseitig des Mittelpavillons entstanden.
Unter König Maximilian I. Joseph wurde 1806–1810 im ersten südlichen Pavillon die barocke Ausstattung bis auf wenige Reste abgetragen um die Räume im napoleonischen Stil des Empire neu einzurichten. Auch seine beiden Nachfolger veranlassten kurz nach ihrem Regierungsantritt bauliche Veränderungen: Leo von Klenze entfernte im Auftrag von König Ludwig I. 1826 die Giebel mit den kurfürstlichen Wappen und schuf stattdessen am Hauptbau die Attika. Noch 1848 erfolgte durch Klenze im Auftrag von König Maximilian II. Joseph der Ausbau des heute unzugänglichen zweiten Obergeschosses des Mittelbaus mit neuen Wohnräumen. Der Westflügel des Südtrakts entstand erst 1986–1989 an Stelle einer Remise, wodurch erst der Außenbau nach den Originalplänen abgeschlossen wurde.

## Inneres

### Mittelpavillon und Galerien

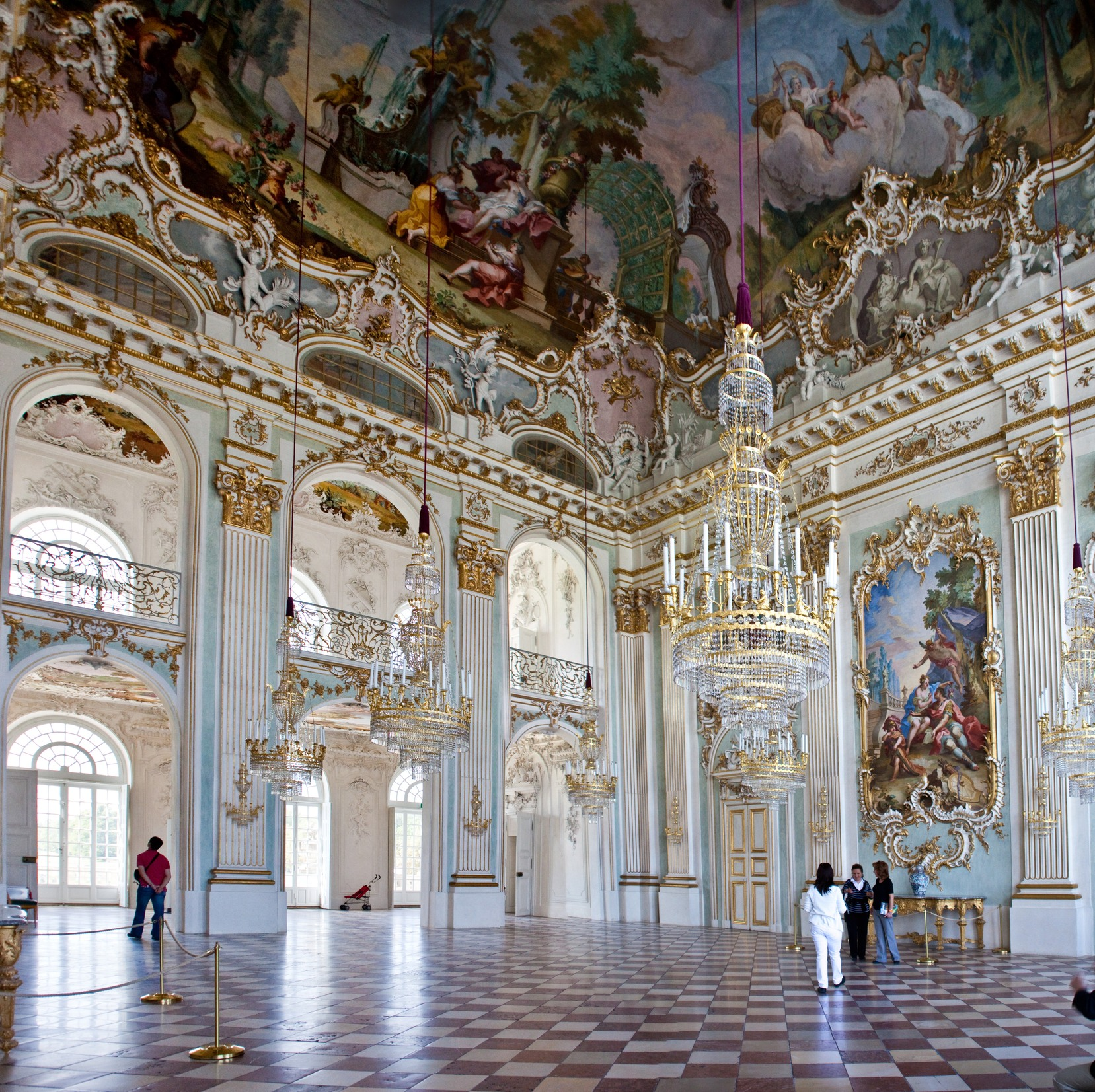
Steinerner Saal im Mittelpavillon

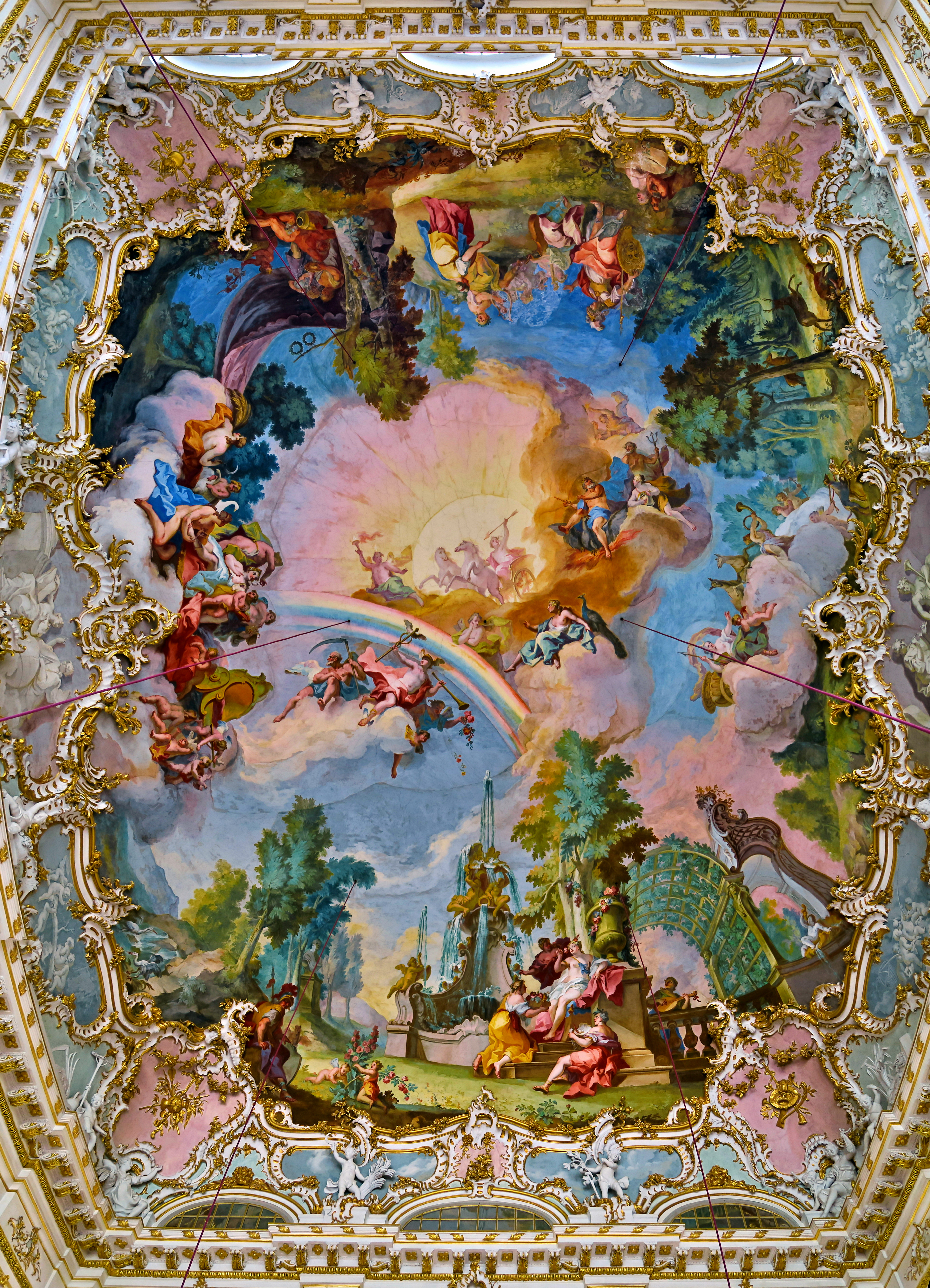
Deckenfresko im Steinernen Saal

Einige Räume haben ihre originale Barockdekoration erhalten, andere wurden später im Stil des Rokoko und des Klassizismus umgestaltet. Im Mittelpavillon gestaltete François de Cuvilliés ab 1755 den über drei Geschosse reichenden Steinernen Saal als Festsaal. Die Fresken entstanden unter der Leitung von Johann Baptist Zimmermann, das zentrale Deckenfresko stellt Helios im Sonnenwagen, begleitet von anderen Göttern, dar. In seiner Form stammt der Saal jedoch noch aus der ersten Bauperiode von Barelli und Zuccalli, auch die Wand- und Fenstergliederung durch Viscardi von 1702–1704 wurde damals beibehalten.
Nördlich des Steinernen Saals befinden sich ein holzvertäfeltes Vorzimmer, das mit Brüsseler Wandteppichen dekorierte Audienzzimmer und das Ehemalige Schlafzimmer mit der sog. Kleinen Schönheitsgalerie mit Hofdamen aus Versailles, Räume, die unter Max Emanuel im Régencestil umgestaltet wurden, aber ihre ursprünglichen barocken Felderdecken behalten haben. Hier befinden sich Porträts des Kurfürsten und seiner Gemahlin Therese Kunigunde. An das Schlafzimmer schließt sich zur Parkseite hin das von Cuvillies gestaltete Drechselkabinett Max III. Josephs an, während nördlich davon drei mit der Verbreiterung der Galerieflügel unter Karl Theodor entstandene Räume liegen. Im ersten Raum hinter der Nördlichen Galerie befinden sich heute weitere Porträts von Hofdamen aus der Großen Schönheitsgalerie Max Emanuels, den zweiten dekoriert ein Knüpfteppich mit dem Allianzwappen von Bayern und der Kurpfalz (sog. Wappenzimmer) während im dritten Raum Bildnisse Karl Theodors und seiner Gemahlin hängen.
Südlich des Steinernen Saals liegen spiegelbildlich zu den nördlichen Räumen des Hauptbaus das Vorzimmer mit dem Porträt Karl Albrechts, das Audienzzimmer mit dem Doppelportrait der Schlossgründer Ferdinand Maria und Henriette Adelaide und das Ehemalige Schlafzimmer mit den Bildnissen Max Emanuels und Therese Kunigundes von Polen. Auch hier haben sich die originalen Barockdecken von Antonio Domenico Triva erhalten. Die Wände des sog. Lackkabinetts, das sich an das Schlafzimmer anschließt, sind nahezu vollständig mit chinesischen Koromandellack-Tafeln bedeckt, die Szenen aus einem chinesischen Roman zeigen. Die Decke wurde von Franz Xaver Feuchtmayr stuckiert. Hinter dem Lackkabinett liegt das Badezimmer König Maximilians II.
In den beiden Galerien nördlich und südlich des Mittelpavillons befinden sich Veduten bayerischer Schlösser. Hinter der Südlichen Galerie befindet sich das Schreib-Kabinett und das Vorzimmer des Kurfürsten Karl Theodor, die mit der Verbreiterung der Galerie Flügel entstanden. Der Entwurf stammte vom Hofarchitekten Maximilian von Verschaffelt.

### Südliche Pavillons und Marstall

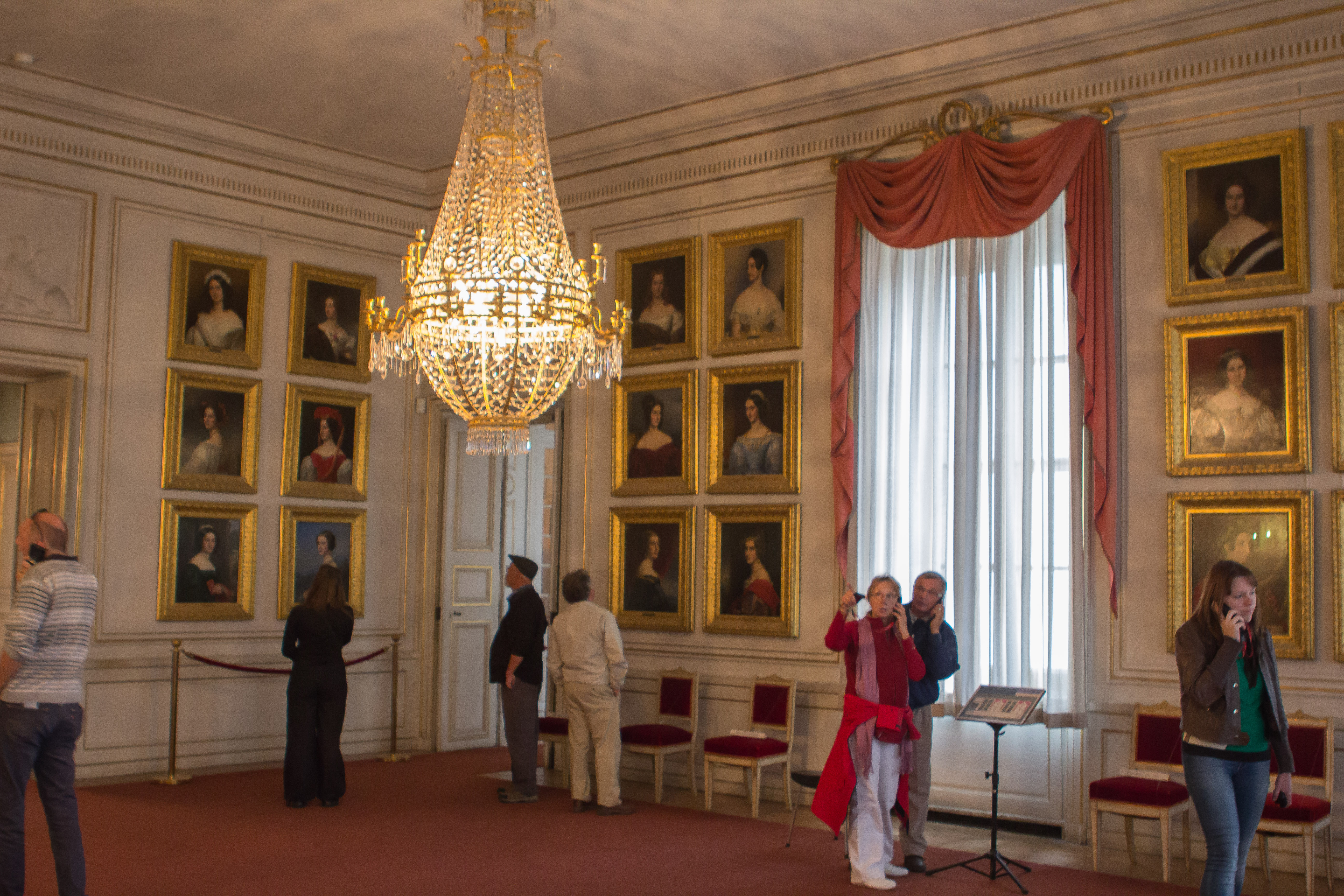
Die Schönheitengalerie Ludwigs I. (ehemals im Festsaalbau der Residenz)

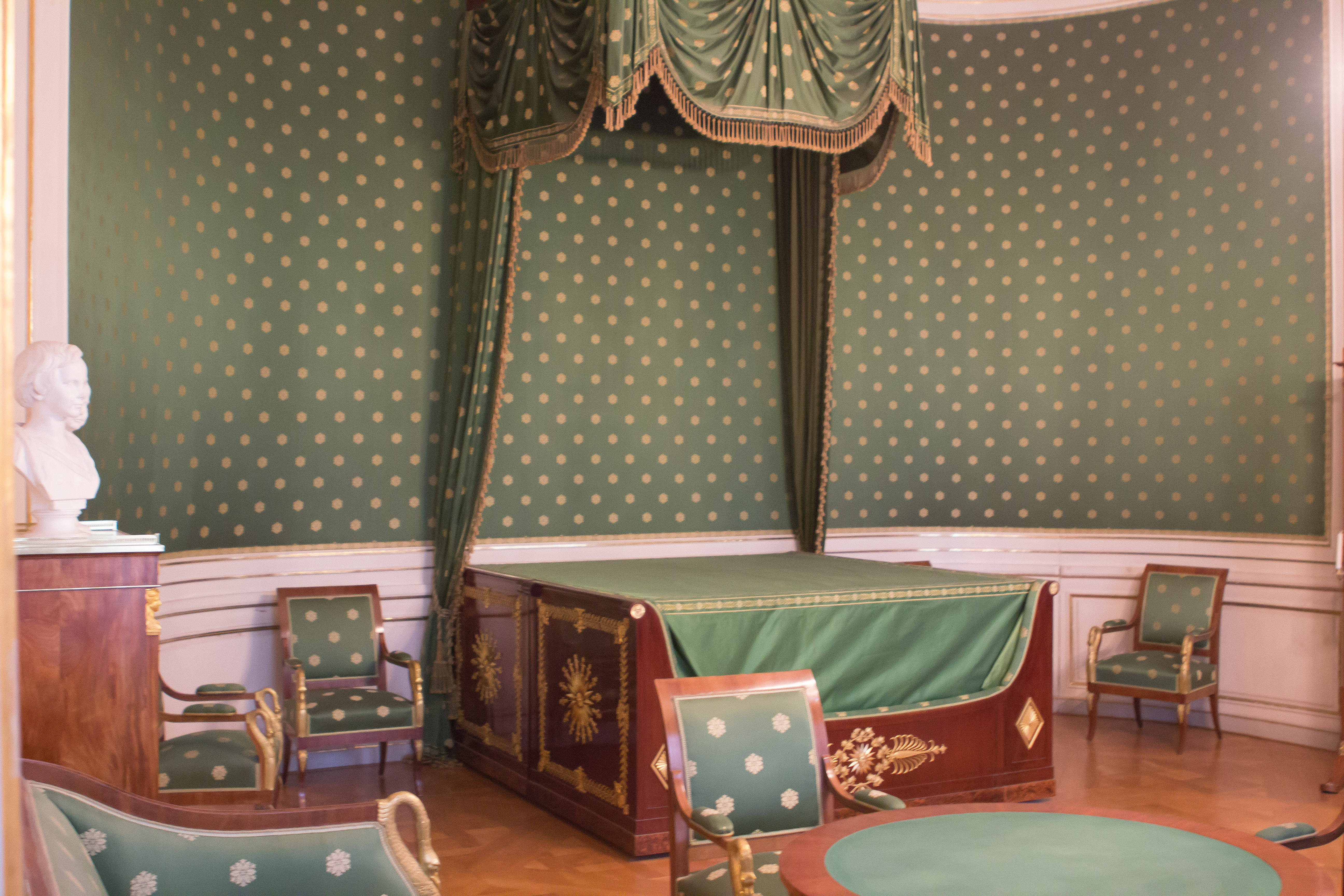
Das Geburtszimmer Ludwigs II.

Der Innere südliche Pavillon beherbergte in der Entstehungszeit die Appartements der Kurfürstin. Heute liegt hier als bekannteste Attraktion die Schönheitengalerie des Königs Ludwig I. von Bayern. Im Auftrag des Königs hat der Hofmaler Joseph Karl Stieler 36 „schöne“ Damen aus allen Gesellschaftsschichten Münchens porträtiert; am bekanntesten davon sind die Schuhmacherstochter Helene Sedlmayr sowie Ludwigs langjährige Geliebte, die Tänzerin Lola Montez. Daneben liegt das Arbeitszimmer der Königin Karoline, seine um 1810 geschaffene Möbelgarnitur trägt ein Furnier aus Erlenmaserholz. Nahebei an der Parkseite liegen das Audienzzimmer der Königin im Empire-Stil sowie das Schlafzimmer, in dem am 25. August 1845 König Ludwig II. von Bayern auf die Welt kam. Das Mahagoni-Mobiliar entstand um 1815. In einer 5-Zimmer-Wohnung über dem Geburtszimmer Ludwigs II. wohnt auf Grund des Wohnrechts der Familie noch immer ein Wittelsbacher, derzeit Franz von Bayern.
Der Äußere südliche Pavillon ist im Allgemeinen unzugänglich. Er diente zu Max Emanuels Zeiten als Küche und wurde wie der innere Pavillon in klassizistischer Zeit umgebaut. Weiter südlich knüpft als dritter Pavillon der Küchenbau an, der als „Comedihaus“ entstand und ab 1750 seinerseits als Küchenhaus diente. Der Südliche Wassergang von 1747 verbindet diesen Bau mit dem Marstall im Südtrakt.
In den ehemals königlichen Stallungen im Südtrakt befindet sich das Marstallmuseum, mit einer der bedeutendsten Kutschensammlungen Europas. Darüber befindet sich die Sammlung Nymphenburger Porzellans. Die Porzellanmanufaktur Nymphenburg befindet sich in einem der Häuser des nördlichen Rondells und kann nur nach schriftlicher Voranmeldung besucht werden. Im sich an den Südtrakt anschließenden Südflügel des Schlosses befindet sich eine Gaststätte mit Biergarten.

### Nördliche Pavillons und Orangerie

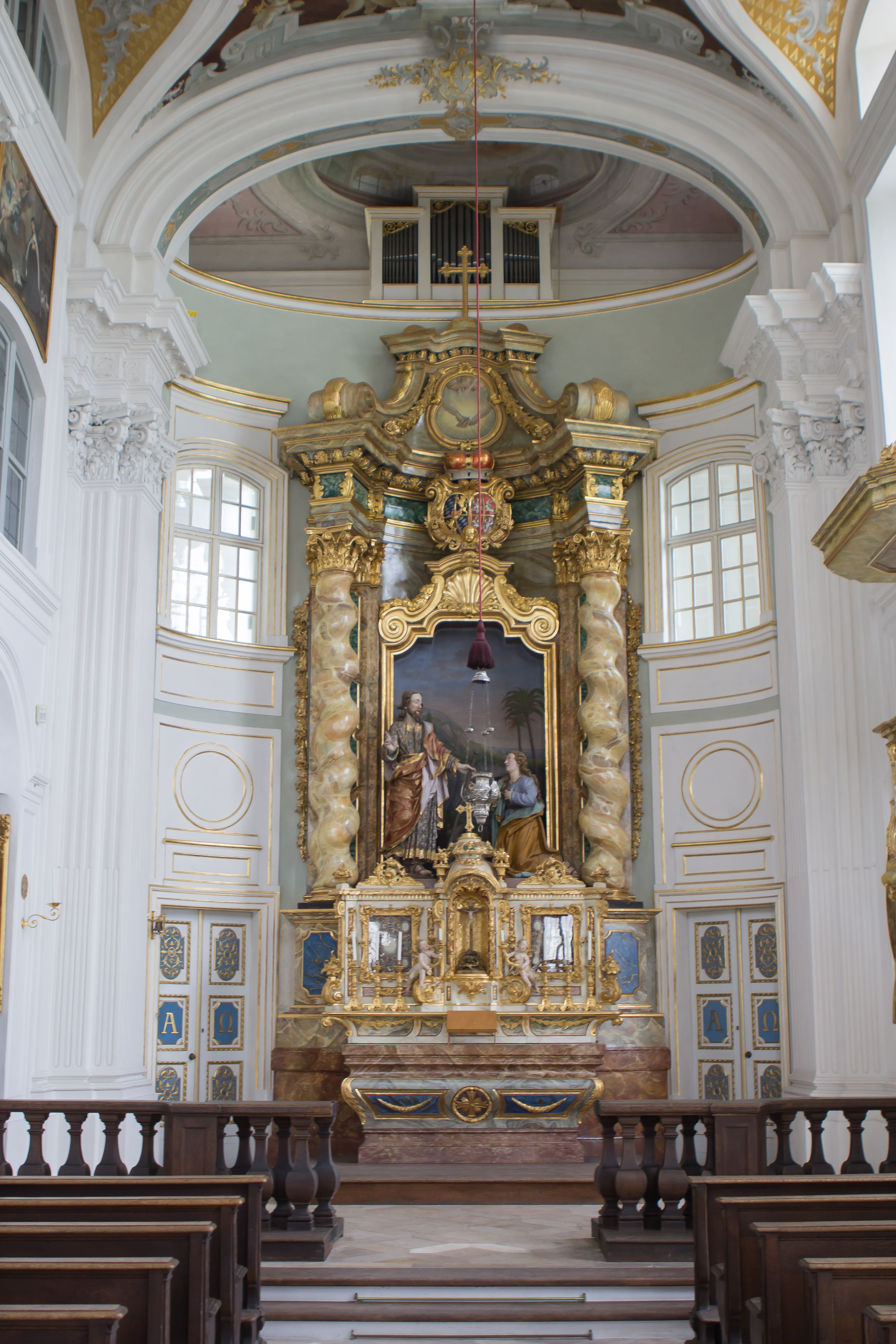
Die Schlosskapelle

Der Innere nördliche Pavillon ist im Allgemeinen unzugänglich, hier befand sich Max Emanuels Paradeappartement. In diesem später sogenannten Kronprinzenbau befinden sich noch heute hochwertige Repräsentationsräume, die vom Wittelsbacher Ausgleichsfonds genutzt werden.
Der Äußere nördliche Pavillon beherbergt die Schlosskapelle, deren Deckengemälde und Fresken von Joseph Mölck (1759) sich mit dem Leben der Hl. Magdalena befassen. Vor dem Altarbild des barocken Hochaltars ist eine ältere Figurengruppe, die Christus und Maria Magdalena darstellt, aufgestellt.
Weiter nördlich knüpft als dritter Pavillon der Gardemeublebau von 1723 an, der in der Entstehungszeit dem Passspiel und dem Billardspiel diente. Er ist durch den Nördlichen Wassergang von 1739 mit dem Nordtrakt verbunden.
Unter dem Uhrturm des Nordtrakts (Orangerietrakt) befindet sich das zentrale Eingangsportal mit Zugang zum Orangeriesaal. Im Obergeschoss befinden sich der Hubertus- und der Johannissaal. Die drei Säle gehen auf Umbauten durch Johann Baptist Gunetzrhainer zurück und dienen heute als Veranstaltungsräume. Im westlichen, dem Park zugewandten Teil des Orangerietrakts ist seit 1990 das Museum Mensch und Natur untergebracht.
Im sich daran anschließenden Nordflügel des Schlosses befindet sich heute die Maria-Ward-Grundschule. Hier befanden sich seit 1718 Klostertrakte für Kapuziner und ab 1730 für die Mädchenerziehung durch Augustiner-Chorfrauen. Nach der Säkularisation führten ab 1835 die Englischen Fräulein auf Betreiben Ludwigs I. mit einem umfangreichen Internatsbetrieb diese Aufgabe fort. Diese Lebensgrundlage wurde den Ordensfrauen 1937 entzogen. Auf Betreiben Christian Webers entstand an diesem Ort das Deutsche Jagdmuseum. Die kostbare Klosterkirche aus der Barockzeit wurde dabei entkernt und zu einem Lesesaal umgestaltet. Nach der endgültigen Zerstörung durch einen Bombentreffer im Zweiten Weltkrieg wurde hier die Maria-Ward-Grundschule untergebracht. Maria Ward kam nach ihrer Flucht aus Rom 1627 nach München, wurde durch den Kurfürsten Maximilian I. protegiert und gründete eine Bildungsanstalt für Mädchen.

### Weitere Einrichtungen
Neben seiner kunsthistorischen Bedeutung verfügt das Schloss über äußerst leistungsstarke Fontänenwerke, die noch im Original erhalten sind. Im Johannisbrunnhaus (Nordflügel) befindet sich das älteste noch im Betrieb befindliche Pumpwerk Europas, das seit 1807/08 die große Fontäne vor dem Schloss betreibt und als herausragendes Denkmal der Ingenieurskunst gilt. Im Grünen Brunnhaus (Schlosspark) ist ein weiteres Pumpwerk untergebracht, das die Fontäne im Gartenparterre mit Wasser versorgt.

## Schlosspark Nymphenburg

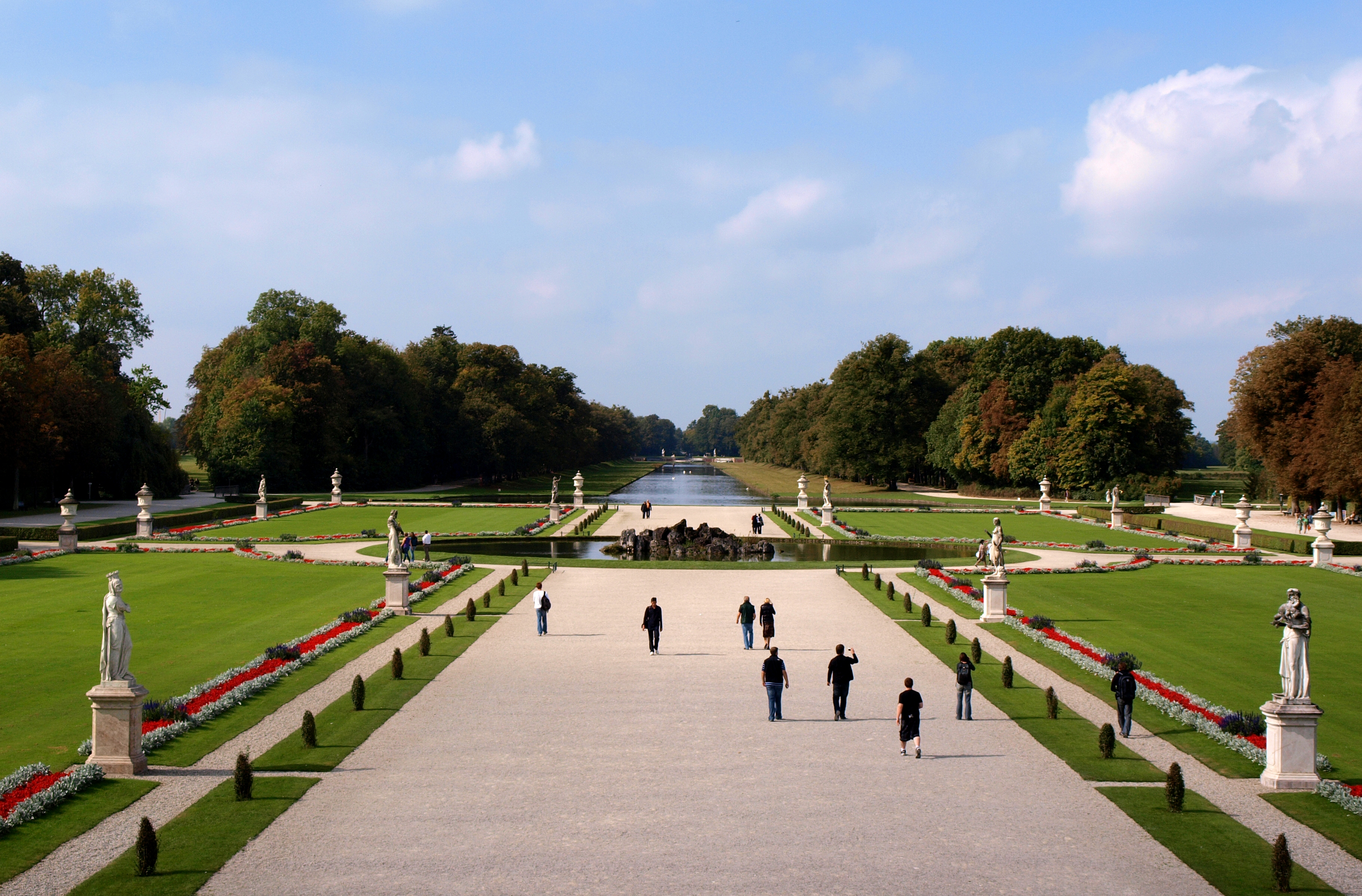
Der Park Nymphenburg ist teils im französischen Barockstil (Vordergrund), teils im englischen Landschaftsstil (Hintergrund) gestaltet.

Mit dem Schloss entstand zunächst ein kleiner Garten im italienischen Stil. In den Jahren von 1701 bis 1704 wurden Veränderungen und Erweiterungen des Gartens im Stil des französischen Barocks angelegt. Die Schaffung eines weitläufigen Landschaftsparks nach englischem Vorbild begann 1804 mit dem südlichen Parkteil, der 1807 fertiggestellt war, und wurde 1810 bis 1823 mit dem nördlichen Teil vollendet.
Der Mittelkanal mit der Großen Kaskade teilt den Landschaftspark des Nymphenburger Parks in einen nördlichen und einen südlichen Bereich. Die Wasserzufuhr erfolgt von Westen aus der Würm über den Pasing-Nymphenburger Kanal, der zum Nordmünchner Kanalsystem gehört. Das Wasser wird über zwei Kanäle nach Osten und Nordosten sowie über den Hartmannshofer Bach nach Norden abgeleitet.
Im südlichen Teil befinden sich der größere Badenburger See mit Apollotempel und der Badenburg. Das Grüne Brunnhaus mit der Wassermühle für die Druckpumpen der Gartenfontäne im Dörfchen steht am südlichen, das Niveau des Würmkanals behaltenden Kanals. Die Amalienburg bestimmt den südöstlichen Parkteil.
Im nördlichen Teil befindet sich der kleinere Pagodenburger See mit der Pagodenburg. Der botanische Garten im Nordosten ist nicht Bestandteil des Nymphenburger Parks; er ist teilweise durch eine Mauer und eine Straße vom Park getrennt. Die Magdalenenklause liegt im nordöstlichen Parkteil.
Im Norden schließt sich das Waldgebiet Kapuzinerhölzl und Hartmannshofer Wald an. Die Grünfläche zählt zum Natura-2000-FFH-Gebiet „Nymphenburger Park mit Allee und Kapuzinerhölzl“.

## Denkmalschutz und Gefährdung
Schloss und Schlosspark Nymphenburg sind als Ensemble in die Bayerische Denkmalliste eingetragen. Zudem wird die Anlage als Bodendenkmal unter der Aktennummer D-1-7834-0328 im Bayernatlas als „untertägige frühneuzeitliche Befunde im Bereich von Schloß Nymphenburg mit zugehörigen Park- und Gartenanlagen und den Lustschlössern Amalienburg, Badenburg, Pagodenburg und Magdalenenklause sowie abgegangene Hofmark des Mittelalters und der frühen Neuzeit ("Kemnathen") mit ehem. Filialkirche St. Magdalena“ geführt. Der Nymphenburger Schlosspark war von 1984 bis 1996 auf der deutschen Tentativliste, einer Vorschlagsliste für potentielle UNESCO-Welterbestätten. In München befindet sich 2021 kein Baudenkmal in der Liste des UNESCO-Welterbes.
In Zusammenhang mit Neubauplänen für das Museum Biotopia wurde der Nordtrakt des Schlossbaus (zuvor Institutsgebäude der LMU, Maria-Ward-Straße 1a) im Dezember 2016 von der Denkmalliste gestrichen. Die Pläne sehen vor, den im Geiste Joseph Effners von einem Schüler Hans Döllgasts barockisierend gestalteten Nachkriegsbau abzureißen und durch einen futuristischen Neubau zu ersetzen, was in der Öffentlichkeit auf Kritik stößt. Münchens Ex-Stadtheimatpfleger Gert Goergens erklärte, statt einem „Bruch mit der Schlossanlage“ sei ein „Weiterbauen im Denkmalkontext“ nötig. Der Kunsthistoriker Hans Ottomeyer warnte, das Vorhaben verhindere die zukünftige Aufnahme des Schlossensembles ins UNESCO-Welterbe. Eine im Januar 2017 gegründete Bürgerinitiative setzt sich für die Erhaltung des zuvor denkmalgeschützten Nachkriegsbaus ein.

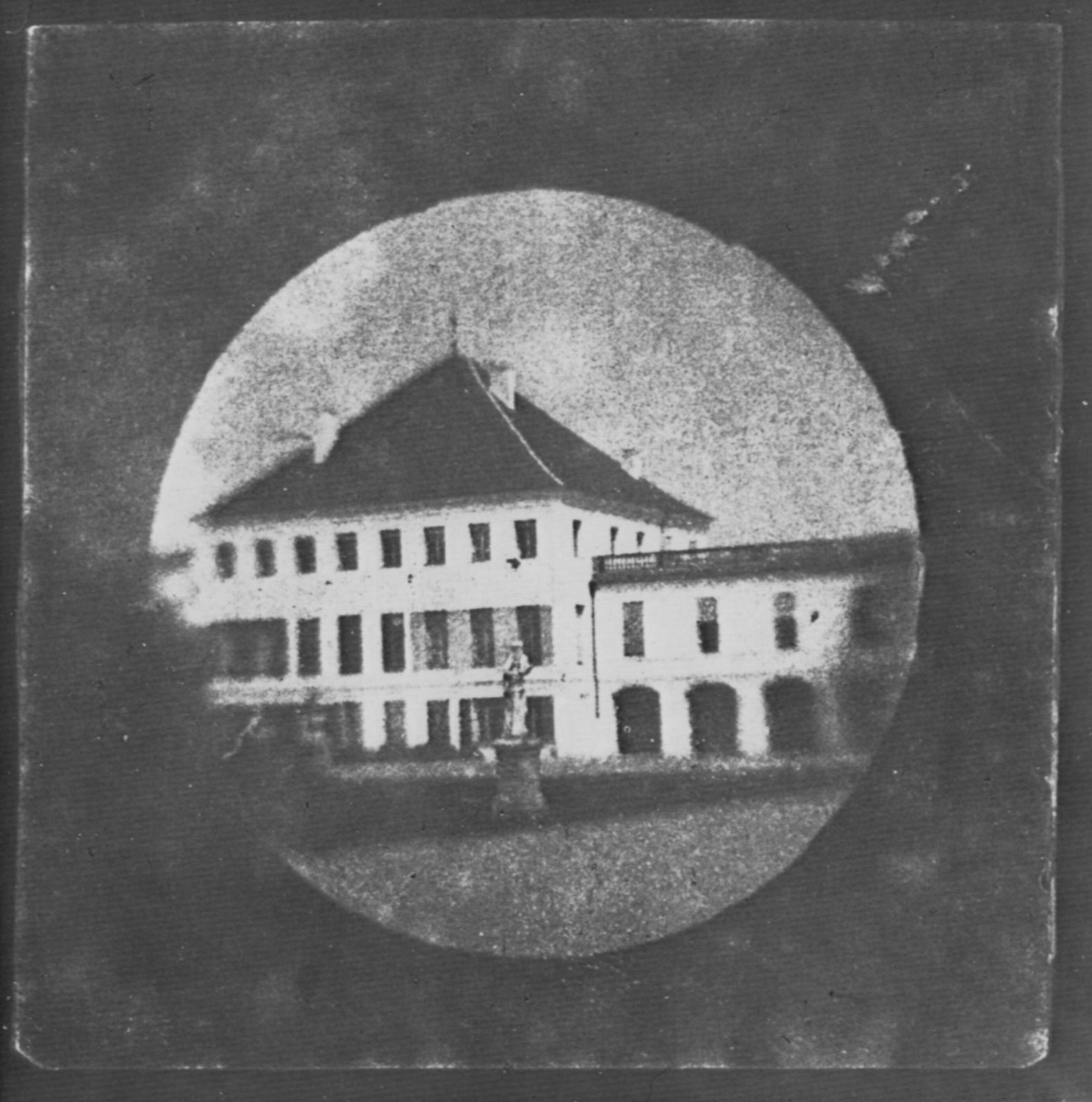
Ein Ausschnitt des Schlosses Nymphenburg auf einem der ältesten Fotos Deutschlands von 1839

Wegen der Neubaupläne wurde Schloss Nymphenburg Mitte 2017 auf die Gefährdungsliste des Denkmalnetzes Bayern und Anfang 2021 auf die Rote Liste des Verbandes Deutscher Kunsthistoriker gesetzt. Der Verband begründete den Schritt damit, dass der Schlosskomplex Nymphenburg „das einzige noch in allen seinen Facetten erhaltene Ensemble des 18. Jahrhunderts in München“ und sein Bauprogramm „in seiner vielfältigen formalen Geschlossenheit und seiner Öffnung der höfischen Repräsentation zum praktischen Leben einzigartig“ sei. Das neue Bauvorhaben suche „den Bruch mit der Einheitlichkeit, um seine Identität auffällig vorzuführen“. Dieser Kontrast schade der Ansicht des Schlosses und widerspreche dem Konzept der Anlage. „Die künstlerische und konzeptuelle Einheit von Schloss Nymphenburg muss bewahrt werden“, fordert der Verband in einer Stellungnahme.
Als Reaktion darauf gründeten Bürger, Experten und Vereine im April 2021 den parteiübergreifenden „Aktionskreis für Schloss Nymphenburg“, der sich für die Erhaltung des Schlosstraktes und für die Verlegung von Biotopia einsetzt. In einem offenen Brief warnte die Initiative vor einer Entscheidung, die „gegen den Schutz unseres Erbes und seiner Erhaltung für künftige Generationen“ verstoße. Mit dem Abriss des Schlosstraktes für den Bau von Biotopia stehe ein „eklatanter Eingriff in eines der herausragendsten Denkmäler Bayerns“ bevor. Aus Sicht der Initiative sprechen die Ensemblezerstörung, die Verkehrsbelastung, die hohen Baukosten, die lange Bauzeit und der Verlust des Museums Mensch und Natur gegen Biotopia im Schloss. Eine entsprechende Online-Petition wird von zahlreichen Bürgern, Experten und Vereinen wie Münchner Forum, Denkmalnetz Bayern und Stadtbild Deutschland unterstützt.
Im Zuge der im Mai 2023 für Bayern neu definierten Kulturagenda, einer Art „Masterplan für die Kultur“ erklärte Bayerns Minister für Wissenschaft und Kunst Markus Blume, dass das Neubauprojekt Biotopia im Nymphenburger Projekt auch aus Kostengründen neu überdacht werde, wobei zunächst von dem Neubauprojekt nicht abgerückt werde. Anstatt Biotopia soll das Projekt künftig die Bezeichnung „Naturkundemuseum Bayern“ haben und auf eine organische Weiterentwicklung des Museums Mensch und Natur ausgerichtet sein.
Das Denkmalnetz Bayern beim Bayerischen Landesverein für Heimatpflege e. V. wies im Mai 2023 auf eine weitere denkmalschützerische Gefährdung für das Ensemble Schloss Nymphenburg durch Hochhäuser in der Perspektive der Schlossanlage hin. Die Denkmalschützer monierten, dass „die aktuell geplanten 155 Meter hohen Wolkenkratzer die gewachsene Topologie der Stadt München nachhaltig beeinträchtigen“. Sie würden die ebenso denkmalgeschützte Paketposthalle marginalisieren und „auch viele andere Denkmäler und Denkmalensembles im Stadtviertel Neuhausen-Nymphenburg. Sie beschädigen massiv das Nymphenburger Schloss- und Parkensemble“.

## Zahlen und Fakten
- Architektonisches Vorbild war Schloss Venaria Reale bei Turin.
- Mit 632 Metern Nord-Süd-Achse ist Schloss Nymphenburg breiter als Schloss Versailles.
- Der Schlosspark ist rund 180 Hektar groß, die Gesamtanlage ist rund 229 Hektar groß.
- Als Kalenderbau ist Schloss Nymphenburg auf die Frühjahrs-Tagundnachtgleiche ausgerichtet.
- Die Amalienburg von François de Cuvilliés d. Ä. und Johann Baptist Zimmermann im Schlosspark ist einer der ältesten und bedeutendsten Rokokobauten Europas.
- Die Pumpenanlage, die 1803 von Joseph Baader im Grünen Brunnhaus für den Fontänenbetrieb eingebaut wurde, ist ein Meisterwerk der Ingenieurskunst und die älteste in Betrieb befindliche Maschine Europas. Eine weitere Pumpenanlage wurde 1808 im Johannisbrunnhaus eingebaut.
- Im Schloss befinden sich unter anderem die Schönheitengalerie Ludwigs I. (ehemals im Festsaalbau der Residenz) und das Geburtszimmer Ludwigs II.
- Das Oberhaupt des Hauses Wittelsbach, derzeit Herzog Franz von Bayern, bewohnt traditionell einen Teil von Schloss Nymphenburg.
- Das Schloss ist außerdem Sitz der Bayerischen Schlösserverwaltung, der Verwaltung des Herzogs von Bayern, des Marstallmuseums, des Porzellanmuseums, des Museums Mensch und Natur, der Grundschule Maria Ward, der Porzellanmanufaktur Nymphenburg (Nördliches Schlossrondell) und des Museums Erwin von Kreibig (Südliches Schlossrondell).
- Mit 323.575 Besuchern im Jahr 2019 ist Schloss Nymphenburg nach dem Schloss Neuschwanstein (1,44 Millionen Besucher) und der Münchner Residenz (521.417 Besucher) eines der meistbesuchten Schlösser in Bayern.[22] Im Corona-Jahr 2020 besuchten dann nur noch 73.406 Menschen das Schloss Nymphenburg.
- Im Hubertussaal finden seit 2004 die Nymphenburger Schlosskonzerte statt.
- Im Schlossumfeld finden seit 2007 die Nymphenburger Gespräche statt.